# Doukéa
Doukéa est un village du Cameroun situé dans le département du Mayo-Rey et la région du Nord. Sur le plan administratif, il fait partie de la commune de Tcholliré et, sur le plan coutumier, du lamidat de Rey-Bouba.

## Population
Lors du recensement de 2005, le village comptait 508 habitants.

## Agriculture
Le village a plusieurs zones de pâturage et il y a des activités d'élevage.
La construction d'un puits pastoral a été proposée en 2015.

## Éducation
Le village dispose de 3 salles de classe pour l'éducation de base.